# I liga argentyńska w piłce nożnej (1919)
W roku 1919 nastąpił rozdział w futbolu argentyńskim, gdyż w połowie sezonu 13 klubów opuściło dotychczasową, uznawaną przez FIFA federację piłkarską Asociación Argentina de Football i założyło nową federację o nazwie Asociación Amateurs de Football. To spowodowało, że dwie konkurencyjne względem siebie federacje rozegrały własne mistrzostwa, przez co Argentyna miała dwóch mistrzów z dwóch różnych federacji.
Mistrzem Argentyny w ramach rozgrywek organizowanych przez federację piłkarską Asociación Argentina de Football został klub Boca Juniors, natomiast tytuł wicemistrza Argentyny zdobył klub Estudiantes La Plata.
Mistrzem Argentyny w ramach rozgrywek organizowanych przez federację piłkarską Asociación Amateurs de Football został klub Racing Club de Avellaneda, natomiast tytuł wicemistrza Argentyny zdobył klub CA Vélez Sarsfield.

## Primera División – Asociación Argentina de Football
Mistrzem Argentyny w roku 1919 w ramach rozgrywek organizowanych przez federację piłkarską Asociación Argentina de Football został klub Boca Juniors, natomiast tytuł wicemistrza Argentyny zdobył klub Estudiantes La Plata.
Po rozegraniu 10 kolejek z 19 klubami, z udziału w rozgrywkach zrezygnowało 13 klubów, które założyły nową federację o nazwie Asociación Amateurs de Football. Wkrótce nowa federacja zorganizowała konkurencyjne mistrzostwa Argentyny. Dotychczasowe mistrzostwa anulowano i rozegrano nowe z udziałem pozostałych sześciu klubów. Ponieważ rozgrywki się przedłużały, 20 stycznia 1920 roku zostały zakończone. Sporządzona na podstawie rozegranych meczów tabela zadecydowała o tytule mistrza Argentyny.
Przed następnym sezonem do ligi dołączyło 7 klubów: CA Banfield, Del Plata Buenos Aires, Sportivo Barracas Buenos Aires, Nueva Chicago Buenos Aires, Sportivo del Norte Buenos Aires, Club Atlético Lanús, Palermo Buenos Aires.
Ponieważ klub Eureka Buenos Aires połączył się z klubem CS Palermo, klub CS Palermo zajął  w pierwszej lidze miejsce dołączonego klubu. W następnym sezonie liga miała liczyć 13 klubów.

### Anulowana kolejka 1
| Data          | Mecz |
| ------------- | --- |
| 16 marca 1919 | Atlanta Buenos Aires – Sportivo Barracas Buenos Aires 2:2 mecz rozegrany został na stadionie klubu Ferro Carril Oeste |
| 16 marca 1919 | CA Estudiantes – Defensores de Belgrano Buenos Aires 1:1                                                              |
| 16 marca 1919 | Estudiantil Porteño Buenos Aires – Porteño Buenos Aires 0:2 mecz rozegrany został na stadionie klubu Independiente    |
| 16 marca 1919 | Eureka Buenos Aires – San Lorenzo de Almagro 1:2 mecz rozegrany został na stadionie klubu Sportivo Barracas           |
| 16 marca 1919 | CA Huracán – Columbian Buenos Aires 2:0                                                                               |
| 16 marca 1919 | CA Platense – River Plate 0:1 Rofrano                                                                                 |
| 16 marca 1919 | Racing Club de Avellaneda – San Isidro Buenos Aires 3:1 A. Zabaleta, F. Olazar (2) – I. Alzúa                         |
| 16 marca 1919 | CA Tigre – Independiente 1:3 P. Raggi – G. Ragoni (2), C. Comaschi)                                                   |
| 16 marca 1919 | Estudiantes La Plata – Gimnasia y Esgrima La Plata meczu nie rozegrano                                                |

### Anulowana kolejka 2
| Data             | Mecz |
| ---------------- | --- |
| 23 marca 1919    | Columbian Buenos Aires – Estudiantil Porteño Buenos Aires 0:1                                                  |
| 23 marca 1919    | Gimnasia y Esgrima La Plata – CA Huracán 0:3                                                                   |
| 23 marca 1919    | Independiente – Estudiantes La Plata 4:1 Pascual Garré, Guillermo A. Ronzoni, Enrique Ragoni (2) – A. Calandra |
| 23 marca 1919    | San Isidro Buenos Aires – CA Estudiantes 2:0                                                                   |
| 10 sierpnia 1919 | San Lorenzo de Almagro – CA Platense 4:0                                                                       |
| 10 sierpnia 1919 | Defensores de Belgrano Buenos Aires – Atlanta Buenos Aires meczu nie rozegrano                                 |
| 10 sierpnia 1919 | Porteño Buenos Aires – Boca Juniors meczu nie rozegrano                                                        |
| 10 sierpnia 1919 | River Plate – Racing Club de Avellaneda meczu nie rozegrano                                                    |
| 10 sierpnia 1919 | Sportivo Barracas Buenos Aires – Eureka Buenos Aires meczu nie rozegrano                                       |

### Anulowana kolejka 3
| Data             | Mecz |
| ---------------- | --- |
| 30 marca 1919    | CA Estudiantes – Porteño Buenos Aires 2:5                                                                                         |
| 30 marca 1919    | Boca Juniors – San Lorenzo de Almagro 2:0 Zoilo Canaveri (2)                                                                      |
| 30 marca 1919    | Estudiantil Porteño Buenos Aires – Sportivo Barracas Buenos Aires 2:1 mecz rozegrany został na stadionie klubu Ferro Carril Oeste |
| 30 marca 1919    | Eureka Buenos Aires – Independiente 1:3 mecz rozegrany został na stadionie klubu Sportivo Barracas                                |
| 30 marca 1919    | CA Huracán – Defensores de Belgrano Buenos Aires 5:0                                                                              |
| 30 marca 1919    | CA Platense – Gimnasia y Esgrima La Plata 2:0                                                                                     |
| 30 marca 1919    | Racing Club de Avellaneda – Columbian Buenos Aires 3:0 A. Marcovecchio (2), J. Hospital                                           |
| 10 sierpnia 1919 | San Isidro Buenos Aires – Estudiantes La Plata 1:0                                                                                |
| 10 sierpnia 1919 | CA Tigre – River Plate meczu nie rozegrano                                                                                        |

### Anulowana kolejka 4
| Data            | Mecz |
| --------------- | --- |
| 29 czerwca 1919 | Atlanta Buenos Aires – San Lorenzo de Almagro 2:0 mecz rozegrany został na stadionie klubu Ferro Carril Oeste           |
| 29 czerwca 1919 | CA Estudiantes – Sportivo Barracas Buenos Aires 3:3                                                                     |
| 29 czerwca 1919 | Eureka Buenos Aires – River Plate 1:4 ? – Laiolo (3), Roldán k mecz rozegrany został na stadionie klubu Vélez Sarsfield |
| 29 czerwca 1919 | CA Platense – San Isidro Buenos Aires 4:1                                                                               |
| 29 czerwca 1919 | CA Tigre – Gimnasia y Esgrima La Plata 0:2                                                                              |
| 29 czerwca 1919 | Boca Juniors – Independiente meczu nie rozegrano                                                                        |
| 29 czerwca 1919 | Estudiantes La Plata – Columbian Buenos Aires meczu nie rozegrano                                                       |
| 29 czerwca 1919 | CA Huracán – Porteño Buenos Aires meczu nie rozegrano                                                                   |
| 29 czerwca 1919 | Racing Club de Avellaneda – Defensores de Belgrano Buenos Aires meczu nie rozegrano                                     |

### Anulowana kolejka 5
| Data            | Mecz                                                                                 |
| --------------- | ------------------------------------------------------------------------------------ |
| 22 czerwca 1919 | Columbian Buenos Aires – Atlanta Buenos Aires 1:0                                    |
| 22 czerwca 1919 | Defensores de Belgrano Buenos Aires – Boca Juniors 0:2 Zoilo Canaveri, Pedro Miranda |
| 22 czerwca 1919 | Gimnasia y Esgrima La Plata – CA Estudiantes 1:0                                     |
| 22 czerwca 1919 | Independiente – Racing Club de Avellaneda 1:1 Ferro k – Hospital                     |
| 22 czerwca 1919 | Porteño Buenos Aires – Eureka Buenos Aires 2:1                                       |
| 22 czerwca 1919 | River Plate – CA Huracán 2:1 Taggino, Laiolo – ?                                     |
| 22 czerwca 1919 | San Isidro Buenos Aires – Estudiantil Porteño Buenos Aires 2:1                       |
| 22 czerwca 1919 | San Lorenzo de Almagro – Estudiantes La Plata 1:1                                    |
| 22 czerwca 1919 | Sportivo Barracas Buenos Aires – CA Tigre 0:4                                        |

### Anulowana kolejka 6
| Data         | Mecz |
| ------------ | --- |
| 6 lipca 1919 | Columbian Buenos Aires – Boca Juniors 0:1 Pablo Bozzo po tym meczu klub Columbian Buenos Aires dołączył do klubu Sportivo Almagro i dalsze gry kontynuował nowy klub |
| 6 lipca 1919 | Defensores de Belgrano Buenos Aires – Eureka Buenos Aires 2:0 Roldán, Caldas                                                                                         |
| 6 lipca 1919 | Gimnasia y Esgrima La Plata – Estudiantil Porteño Buenos Aires 5:1 Gallardo (2), Bardi, Caldera, Felices – Barreto                                                   |
| 6 lipca 1919 | Independiente – CA Huracán 2:0 Garré, Comaschi |
| 6 lipca 1919 | Porteño Buenos Aires – CA Tigre 2:1 Uslenghi, Cabani – Cervini |
| 6 lipca 1919 | River Plate – CA Estudiantes 1:2 Laiolo – Cazaubón, Ochandio mecz przerwany w 75 minucie – wynik meczu zostawiono                                                    |
| 6 lipca 1919 | San Lorenzo de Almagro – Racing Club de Avellaneda 2:6 ?, ? – Ohaco (4), Vivaldo (2)                                                                                 |
| 6 lipca 1919 | San Isidro Buenos Aires – Atlanta Buenos Aires 1:0 Marini |
| 6 lipca 1919 | Sportivo Barracas Buenos Aires – CA Platense 2:0 Sixto, Arroyuelo |

### Anulowana kolejka 7
| Data          | Mecz                                                                                                 |
| ------------- | --- |
| 27 lipca 1919 | Atlanta Buenos Aires – Independiente 2:2 mecz rozegrany został na stadionie klubu Ferro Carril Oeste |
| 27 lipca 1919 | Boca Juniors – River Plate 0:0                                                                       |
| 27 lipca 1919 | Estudiantes La Plata – Defensores de Belgrano Buenos Aires 1:1                                       |
| 27 lipca 1919 | Eureka Buenos Aires – Gimnasia y Esgrima La Plata 1:1                                                |
| 27 lipca 1919 | CA Platense – Sportivo Almagro Buenos Aires 1:2                                                      |
| 27 lipca 1919 | CA Tigre – San Isidro Buenos Aires 1:3 mecz przerwano w 77 minucie                                   |
| 27 lipca 1919 | Estudiantil Porteño Buenos Aires – San Lorenzo de Almagro meczu nie rozegrano                        |
| 27 lipca 1919 | CA Huracán – Sportivo Barracas Buenos Aires meczu nie rozegrano                                      |
| 27 lipca 1919 | Racing Club de Avellaneda – Porteño Buenos Aires meczu nie rozegrano                                 |

### Anulowana kolejka 8
| Data             | Mecz |
| ---------------- | --- |
| 24 sierpnia 1919 | Defensores de Belgrano Buenos Aires – CA Tigre 1:1                                                       |
| 24 sierpnia 1919 | Gimnasia y Esgrima La Plata – Atlanta Buenos Aires 2:1                                                   |
| 24 sierpnia 1919 | Independiente – CA Estudiantes 3:1                                                                       |
| 24 sierpnia 1919 | Porteño Buenos Aires – CA Platense 1:0                                                                   |
| 24 sierpnia 1919 | Sportivo Barracas Buenos Aires – Estudiantes La Plata 1:1                                                |
| 24 sierpnia 1919 | River Plate – Estudiantil Porteño Buenos Aires rozegrano jedynie towarzyski mecz zakończony wynikiem 1:0 |
| 24 sierpnia 1919 | San Isidro Buenos Aires – Boca Juniors meczu nie rozegrano                                               |
| 24 sierpnia 1919 | San Lorenzo de Almagro – CA Huracán meczu nie rozegrano                                                  |
| 24 sierpnia 1919 | Spotivo de Almagro – Eureka Buenos Aires rozegrano jedynie towarzyski mecz zakończony wynikiem 2:1       |

### Anulowana kolejka 9
| Data             | Mecz |
| ---------------- | --- |
| 31 sierpnia 1919 | Atlanta Buenos Aires – River Plate 0:2 Laiolo, Galeano mecz rozegrany został na stadionie klubu Ferro Carril Oeste |
| 31 sierpnia 1919 | CA Estudiantes – San Lorenzo de Almagro 1:1                                                                        |
| 31 sierpnia 1919 | Boca Juniors – Gimnasia y Esgrima La Plata 2:1 Pablo Bozzo (2) – Gallardo                                          |
| 31 sierpnia 1919 | Estudiantes La Plata – Porteño Buenos Aires 2:1                                                                    |
| 31 sierpnia 1919 | Estudiantil Porteño Buenos Aires – Independiente 1:2                                                               |
| 31 sierpnia 1919 | Eureka Buenos Aires – San Isidro Buenos Aires 2:1                                                                  |
| 31 sierpnia 1919 | CA Platense – Defensores de Belgrano Buenos Aires 0:0                                                              |
| 31 sierpnia 1919 | Racing Club de Avellaneda – Sportivo Barracas Buenos Aires 3:0 Marcovecchio, Zabaleta, J. N. Perinetti             |
| 31 sierpnia 1919 | CA Tigre – Sportivo Almagro Buenos Aires 1:1                                                                       |

### Anulowana kolejka 10
| Data          | Mecz                                       |
| ------------- | ------------------------------------------ |
| 27 lipca 1919 | Racing Club de Avellaneda – CA Huracán 3:0 |

### Tabela anulowanej ligi
| Poz | Klub                                | Mecze | Zw | Rem | Por | Pkt | BrZd | BrStr |
| --- | ----------------------------------- | ----- | -- | --- | --- | --- | ---- | ----- |
| 1   | Independiente                       | 8     | 6  | 2   | 0   | 14  | 20   | 8     |
| 2   | Racing Club de Avellaneda           | 6     | 5  | 1   | 0   | 11  | 19   | 4     |
| 3   | Porteño Buenos Aires                | 6     | 5  | 0   | 1   | 10  | 13   | 6     |
| 4   | San Isidro Buenos Aires             | 8     | 5  | 0   | 3   | 10  | 12   | 11    |
| 5   | Boca Juniors                        | 5     | 4  | 1   | 0   | 9   | 7    | 1     |
| 6   | River Plate                         | 6     | 4  | 1   | 1   | 9   | 10   | 4     |
| 7   | Gimnasia y Esgrima La Plata         | 8     | 4  | 1   | 3   | 9   | 12   | 10    |
| 8   | CA Huracán                          | 6     | 3  | 0   | 3   | 6   | 11   | 7     |
| 9   | San Lorenzo de Almagro              | 7     | 2  | 2   | 3   | 6   | 10   | 13    |
| 10  | Defensores de Belgrano Buenos Aires | 7     | 1  | 4   | 2   | 6   | 5    | 10    |
| 11  | Estudiantes La Plata                | 6     | 1  | 3   | 2   | 5   | 6    | 9     |
| 12  | CA Platense                         | 8     | 2  | 1   | 5   | 5   | 7    | 11    |
| 13  | Sportivo Barracas Buenos Aires      | 7     | 1  | 3   | 3   | 5   | 9    | 15    |
| 14  | CA Estudiantes                      | 8     | 1  | 3   | 4   | 5   | 10   | 17    |
| 15  | Sportivo Almagro Buenos Aires       | 7     | 2  | 1   | 4   | 5   | 4    | 9     |
| 16  | CA Tigre                            | 7     | 1  | 2   | 4   | 4   | 9    | 12    |
| 17  | Atlanta Buenos Aires                | 7     | 1  | 2   | 4   | 4   | 7    | 10    |
| 18  | Estudiantil Porteño Buenos Aires    | 6     | 2  | 0   | 4   | 4   | 6    | 12    |
| 19  | Eureka Buenos Aires                 | 7     | 1  | 1   | 5   | 3   | 7    | 15    |

### Podział w futbolu argentyńskim
Trzynaście klubów wystąpiło z federacji Asociación Argentina de Football i utworzyło nową federację – Asociación Amateurs de Football. Nową federację utworzyły następujące kluby: Independiente, Racing Club de Avellaneda, San Isidro Buenos Aires, River Plate, Gimnasia y Esgrima La Plata, San Lorenzo de Almagro, Defensores de Belgrano Buenos Aires, CA Platense, Sportivo Barracas Buenos Aires, CA Estudiantes, CA Tigre,
Atlanta Buenos Aires, Estudiantil Porteño Buenos Aires.
Dotychczasowe mistrzostwa anulowano i rozpoczęto od nowa z pozostałymi w federacji Asociación Argentina de Football sześcioma klubami.

### Kolejka 1
| Data             | Mecz |
| ---------------- | --- |
| 28 września 1919 | Boca Juniors – Porteño Buenos Aires 5:1                                                                  |
| 28 września 1919 | Estudiantes La Plata – CA Huracán 2:0                                                                    |
| 28 września 1919 | Sportivo Almagro Buenos Aires – Eureka Buenos Aires 2:1 mecz rozegrany został na stadionie klubu Huracán |

### Kolejka 2
| Data                | Mecz                                                     |
| ------------------- | -------------------------------------------------------- |
| 5 października 1919 | Eureka Buenos Aires – Estudiantes La Plata 0:0           |
| 5 października 1919 | CA Huracán – Boca Juniors 0:2                            |
| 5 października 1919 | Porteño Buenos Aires – Sportivo Almagro Buenos Aires 1:1 |

### Kolejka 3
| Data                 | Mecz                                                     |
| -------------------- | -------------------------------------------------------- |
| 26 października 1919 | Boca Juniors – Eureka Buenos Aires 2:1                   |
| 26 października 1919 | CA Huracán – Porteño Buenos Aires 2:0                    |
| 26 października 1919 | Estudiantes La Plata – Sportivo Almagro Buenos Aires 2:0 |

### Kolejka 4
| Data              | Mecz                                           |
| ----------------- | ---------------------------------------------- |
| 16 listopada 1919 | Estudiantes La Plata – Eureka Buenos Aires 2:3 |

### Kolejka 5
| Data              | Mecz                                    |
| ----------------- | --------------------------------------- |
| 23 listopada 1919 | Boca Juniors – Estudiantes La Plata 2:1 |

### Kolejka 6
| Data              | Mecz                                                                              |
| ----------------- | --------------------------------------------------------------------------------- |
| 30 listopada 1919 | Eureka Buenos Aires – Boca Juniors na stadionie klubu Huracán meczu nie rozegrano |
| 30 listopada 1919 | Estudiantes La Plata – Porteño Buenos Aires walkower dla Porteño Buenos Aires     |

### Kolejka 7
| Data            | Mecz                                    |
| --------------- | --------------------------------------- |
| 14 grudnia 1919 | Porteño Buenos Aires – Boca Juniors 2:5 |

### Kolejka 8
| Data            | Mecz                                            |
| --------------- | ----------------------------------------------- |
| 21 grudnia 1919 | Boca Juniors – CA Huracán 7:0                   |
| 21 grudnia 1919 | Porteño Buenos Aires – Estudiantes La Plata 1:3 |

### Kolejka 9
| Data            | Mecz |
| --------------- | --- |
| 4 stycznia 1920 | CA Huracán – Estudiantes La Plata 1:0                                                                                         |
| 4 stycznia 1920 | Boca Juniors – Sportivo Almagro Buenos Aires 4:0 mecz został przerwany – 16 stycznia 1920 podjęto decyzję o zachowaniu wyniku |

Pomimo tego, że nie rozegrano jeszcze 14 meczów 21 stycznia 1920 roku podjęto decyzję o zakończeniu mistrzostw. O mistrzostwie i dalszej kolejności zadecydować miały rozegrane już mecze.

### Końcowa tabela sezonu 1919 ligi Asociación Argentina de Football
| Poz | Klub                          | Mecze | Zw | Rem | Por | Pkt | BrZd | BrStr |
| --- | ----------------------------- | ----- | -- | --- | --- | --- | ---- | ----- |
| 1   | Boca Juniors                  | 7     | 7  | 0   | 0   | 14  | 27   | 5     |
| 2   | Estudiantes La Plata          | 8     | 3  | 1   | 4   | 7   | 10   | 7     |
| 3   | CA Huracán                    | 5     | 2  | 0   | 3   | 4   | 3    | 11    |
| 4   | Eureka Buenos Aires           | 4     | 1  | 1   | 2   | 3   | 5    | 6     |
| 5   | Sportivo Almagro Buenos Aires | 4     | 1  | 1   | 2   | 3   | 3    | 8     |
| 6   | Porteño Buenos Aires          | 6     | 1  | 1   | 4   | 3   | 5    | 16    |

## Primera División – Asociación Amateurs de Football
Pierwszym mistrzem Argentyny w ramach rozgrywek organizowanych przez nowo powstałą w 1919 roku federację piłkarską Asociación Amateurs de Football został klub Racing Club de Avellaneda, natomiast tytuł wicemistrza Argentyny zdobył klub CA Vélez Sarsfield.
W rozgrywkach nowej ligi wzięło udział 14 klubów – 13 klubów, które wycofały się z rozgrywek pierwszej ligi uznawanej przez FIFA federacji Asociación Argentina de Football oraz klub CA Vélez Sarsfield.
Po zakończeniu sezonu Sportivo Barracas Buenos Aires wrócił do federacji Asociación Argentina de Football. Do ligi awansowały 4 kluby: Quilmes Athletic Buenos Aires, Ferro Carril Oeste, Barracas Central Buenos Aires i Sportivo Buenos Aires. Liga powiększyła się z 14 do 17 klubów.

### Kolejka 1
| Data             | Mecz                                                                                                 |
| ---------------- | --- |
| 28 września 1919 | Atlanta Buenos Aires – Independiente 2:0 mecz rozegrany został na stadionie klubu Ferro Carril Oeste |
| 28 września 1919 | CA Estudiantes – River Plate 1:3 ? – Laiolo (2), Chiappe                                             |
| 28 września 1919 | Estudiantil Porteño Buenos Aires – Gimnasia y Esgrima La Plata 5:0                                   |
| 28 września 1919 | Racing Club de Avellaneda – Defensores de Belgrano Buenos Aires 3:1                                  |
| 28 września 1919 | San Isidro Buenos Aires – San Lorenzo de Almagro 1:1                                                 |
| 28 września 1919 | Sportivo Barracas Buenos Aires – CA Tigre 0:1                                                        |

### Kolejka 2
| Data                | Mecz                                                              |
| ------------------- | ----------------------------------------------------------------- |
| 5 października 1919 | Defensores de Belgrano Buenos Aires – San Isidro Buenos Aires 2:1 |
| 5 października 1919 | Gimnasia y Esgrima La Plata – Racing Club de Avellaneda 0:1       |
| 5 października 1919 | Independiente – CA Platense 3:1                                   |
| 5 października 1919 | River Plate – Atlanta Buenos Aires 2:0 Roldán, Laiolo             |
| 5 października 1919 | San Lorenzo de Almagro – CA Estudiantes 4:0                       |
| 5 października 1919 | CA Tigre – Estudiantil Porteño Buenos Aires 2:3                   |

### Kolejka 3
8 października Vélez Sarsfield przystąpił do federacji Asociación Amateurs de Football.
| Data                 | Mecz                                                           |
| -------------------- | -------------------------------------------------------------- |
| 12 października 1919 | CA Estudiantes – Gimnasia y Esgrima La Plata 0:2               |
| 12 października 1919 | CA Platense – Defensores de Belgrano Buenos Aires 0:0          |
| 12 października 1919 | Racing Club de Avellaneda – Sportivo Barracas Buenos Aires 5:3 |
| 12 października 1919 | River Plate – Estudiantil Porteño Buenos Aires 1:0 Rofrano     |
| 12 października 1919 | San Isidro Buenos Aires – CA Tigre 1:3                         |
| 12 października 1919 | San Lorenzo de Almagro – Atlanta Buenos Aires 2:1              |
| 12 października 1919 | CA Vélez Sarsfield – Independiente 2:1                         |

### Kolejka 4
| Data                 | Mecz                                                                                               |
| -------------------- | -------------------------------------------------------------------------------------------------- |
| 19 października 1919 | Atlanta Buenos Aires – CA Platense 1:1 mecz rozegrany został na stadionie klubu Ferro Carril Oeste |
| 19 października 1919 | CA Estudiantes – CA Vélez Sarsfield 0:1                                                            |
| 19 października 1919 | Defensores de Belgrano Buenos Aires – CA Tigre 2:1                                                 |
| 19 października 1919 | Estudiantil Porteño Buenos Aires – San Lorenzo de Almagro 1:0                                      |
| 19 października 1919 | Gimnasia y Esgrima La Plata – Sportivo Barracas Buenos Aires 1:2                                   |
| 19 października 1919 | Independiente – San Isidro Buenos Aires 3:1                                                        |
| 19 października 1919 | River Plate – Racing Club de Avellaneda 1:2 Olazar s – ?, ?                                        |

### Kolejka 5
| Data                 | Mecz                                                                                             |
| -------------------- | ------------------------------------------------------------------------------------------------ |
| 26 października 1919 | Estudiantil Porteño Buenos Aires – Defensores de Belgrano Buenos Aires 1:1                       |
| 26 października 1919 | CA Platense – Gimnasia y Esgrima La Plata 3:2                                                    |
| 26 października 1919 | Racing Club de Avellaneda – CA Vélez Sarsfield 1:0                                               |
| 26 października 1919 | River Plate – CA Tigre rozegrany mecz miał rangę jedynie towarzyską i zakończył się wynikiem 1:1 |
| 26 października 1919 | San Isidro Buenos Aires – CA Estudiantes 6:1                                                     |
| 26 października 1919 | San Lorenzo de Almagro – Independiente meczu nie rozegrano                                       |
| 26 października 1919 | Sportivo Barracas Buenos Aires – Atlanta Buenos Aires 2:1                                        |

### Kolejka 6
| Data             | Mecz                                                                                    |
| ---------------- | --------------------------------------------------------------------------------------- |
| 1 listopada 1919 | CA Estudiantes – Atlanta Buenos Aires 0:5                                               |
| 2 listopada 1919 | Defensores de Belgrano Buenos Aires – Gimnasia y Esgrima La Plata 3:2                   |
| 2 listopada 1919 | Estudiantil Porteño Buenos Aires – San Isidro Buenos Aires 0:1                          |
| 2 listopada 1919 | Racing Club de Avellaneda – CA Platense 4:0 Marcovecchio (2), J. N. Perinetti, Zabaleta |
| 2 listopada 1919 | San Lorenzo de Almagro – River Plate 3:3 ?, ? – Mantero (2), Laiolo                     |
| 2 listopada 1919 | Sportivo Barracas Buenos Aires – Independiente 3:4                                      |
| 2 listopada 1919 | CA Vélez Sarsfield – CA Tigre 5:0                                                       |

### Kolejka 7
| Data             | Mecz |
| ---------------- | --- |
| 9 listopada 1919 | Atlanta Buenos Aires – Defensores de Belgrano Buenos Aires 3:2 mecz rozegrany został na stadionie klubu Ferro Carril Oeste |
| 9 listopada 1919 | Gimnasia y Esgrima La Plata – San Lorenzo de Almagro 4:1                                                                   |
| 9 listopada 1919 | Independiente – Estudiantil Porteño Buenos Aires 6:2                                                                       |
| 9 listopada 1919 | CA Platense – Sportivo Barracas Buenos Aires 3:1                                                                           |
| 9 listopada 1919 | Racing Club de Avellaneda – San Isidro Buenos Aires meczu nie rozegrano                                                    |
| 9 listopada 1919 | CA Tigre – CA Estudiantes 4:0                                                                                              |
| 9 listopada 1919 | CA Vélez Sarsfield – River Plate 0:0 mecz rozegrany został na stadionie klubu River Plate                                  |

### Kolejka 8
| Data              | Mecz |
| ----------------- | --- |
| 11 listopada 1919 | Atlanta Buenos Aires – CA Vélez Sarsfield 2:0 mecz rozegrany został na stadionie klubu Ferro Carril Oeste przerwany w 76 minucie |
| 11 listopada 1919 | Defensores de Belgrano Buenos Aires – San Lorenzo de Almagro 3:1 mecz przerwany w 45 minucie                                     |
| 11 listopada 1919 | Gimnasia y Esgrima La Plata – San Isidro Buenos Aires 3:0                                                                        |
| 11 listopada 1919 | Racing Club de Avellaneda – CA Estudiantes meczu nie rozegrano                                                                   |
| 11 listopada 1919 | River Plate – Independiente 0:0 mecz przerwany w 46 minucie                                                                      |
| 11 listopada 1919 | Sportivo Barracas Buenos Aires – Estudiantil Porteño Buenos Aires 0:0 mecz przerwany w 45 minucie                                |
| 11 listopada 1919 | CA Tigre – CA Platense 3:2 |

### Kolejka 9
| Data              | Mecz                                                                                     |
| ----------------- | ---------------------------------------------------------------------------------------- |
| 16 listopada 1919 | CA Estudiantes – Defensores de Belgrano Buenos Aires walkower dla Defensores de Belgrano |
| 16 listopada 1919 | Estudiantil Porteño Buenos Aires – CA Platense 0:4                                       |
| 16 listopada 1919 | Independiente – Racing Club de Avellaneda meczu nie rozegrano                            |
| 16 listopada 1919 | San Isidro Buenos Aires – River Plate walkower dla River Plate                           |
| 16 listopada 1919 | San Lorenzo de Almagro – Sportivo Barracas Buenos Aires 1:1                              |
| 16 listopada 1919 | CA Tigre – Atlanta Buenos Aires 0:2                                                      |
| 16 listopada 1919 | CA Vélez Sarsfield – Gimnasia y Esgrima La Plata 1:2                                     |

### Kolejka 10
| Data              | Mecz |
| ----------------- | --- |
| 23 listopada 1919 | Atlanta Buenos Aires – Estudiantil Porteño Buenos Aires 1:1 mecz rozegrany został na stadionie klubu Ferro Carril Oeste |
| 23 listopada 1919 | Defensores de Belgrano Buenos Aires – CA Vélez Sarsfield 1:1                                                            |
| 23 listopada 1919 | Gimnasia y Esgrima La Plata – CA Tigre 1:0                                                                              |
| 23 listopada 1919 | CA Platense – CA Estudiantes 8:1                                                                                        |
| 23 listopada 1919 | Racing Club de Avellaneda – San Isidro Buenos Aires 4:1                                                                 |
| 23 listopada 1919 | San Lorenzo de Almagro – Independiente 3:0                                                                              |
| 23 listopada 1919 | Sportivo Barracas Buenos Aires – River Plate 2:1 ?, ? – Laiolo                                                          |

### Kolejka 11
| Data              | Mecz |
| ----------------- | --- |
| 30 listopada 1919 | Atlanta Buenos Aires – Racing Club de Avellaneda 0:5 Ohaco (2), Perinetti, Marcovecchio (2) mecz rozegrany został na stadionie klubu Ferro Carril Oeste mecz przerwany w 41 minucie |
| 30 listopada 1919 | CA Estudiantes – Independiente 3:2 Botachi, Ochandio, Madero – Ronzoni (2) |
| 30 listopada 1919 | CA Platense – San Isidro Buenos Aires mecz przerwany w 21 minucie przy stanie 1:0 – uznany za towarzyski                                                                            |
| 30 listopada 1919 | River Plate – Gimnasia y Esgrima La Plata 1:1 mecz przerwany w 45 minucie |
| 30 listopada 1919 | San Lorenzo de Almagro – CA Tigre 2:1 |
| 30 listopada 1919 | Sportivo Barracas Buenos Aires – Defensores de Belgrano Buenos Aires 0:0 mecz przerwany w 45 minucie                                                                                |
| 30 listopada 1919 | CA Vélez Sarsfield – Estudiantil Porteño Buenos Aires 0:0 mecz przerwany w 45 minucie                                                                                               |

### Kolejka 12
| Data           | Mecz                                                                                                 |
| -------------- | --- |
| 7 grudnia 1919 | CA Estudiantes – Estudiantil Porteño Buenos Aires 0:0                                                |
| 7 grudnia 1919 | Gimnasia y Esgrima La Plata – Atlanta Buenos Aires 0:3                                               |
| 7 grudnia 1919 | Independiente – Racing Club de Avellaneda 0:1 Marcovecchio                                           |
| 7 grudnia 1919 | CA Platense – San Lorenzo de Almagro 0:2                                                             |
| 7 grudnia 1919 | San Isidro Buenos Aires – CA Vélez Sarsfield 0:1                                                     |
| 7 grudnia 1919 | Sportivo Barracas Buenos Aires – Defensores de Belgrano Buenos Aires 1:2 mecz przerwany w 75 minucie |
| 7 grudnia 1919 | CA Tigre – River Plate 1:1 ? – Gaete mecz rozegrany został na stadionie klubu River Plate            |

### Kolejka 13
| Data           | Mecz                                                                                    |
| -------------- | --------------------------------------------------------------------------------------- |
| 8 grudnia 1919 | Estudiantil Porteño Buenos Aires – Racing Club de Avellaneda 0:2 Marcovecchio, Zabaleta |

### Kolejka 14
| Data            | Mecz |
| --------------- | --- |
| 13 grudnia 1919 | Racing Club de Avellaneda – CA Estudiantes 10:2 Marcovecchio (6), Zabaleta (2), Perinetti, Ochoa – Ochandio, Bottachi |

### Kolejka 15
| Data            | Mecz |
| --------------- | --- |
| 14 grudnia 1919 | Estudiantil Porteño Buenos Aires – Sportivo Barracas Buenos Aires 4:0 powtórka meczu |
| 14 grudnia 1919 | Independiente – Gimnasia y Esgrima La Plata 0:0 |
| 14 grudnia 1919 | River Plate – Defensores de Belgrano Buenos Aires 2:1 Laiolo (2) – ? |
| 14 grudnia 1919 | San Isidro Buenos Aires – CA Platense walkower dla Platense |
| 14 grudnia 1919 | San Lorenzo de Almagro – CA Vélez Sarsfield 1:2 |
| 14 grudnia 1919 | CA Tigre – Racing Club de Avellaneda 1:2 (1:1) mecz rozegrany został na stadionie klubu Racing Sędzia: J. Colombi. Bramki: 0:1 Marcovecchio 7, 1:1 Dattas 40, 1:2 Marcovecchio 55 Club Atlético Tigre: Guilliermo Magistretti – Constante Bernasconi, Blase Casildo Vitale, Rodolfo L. Bruzzoni, Félix Cristóbal, Fermín Sernich, Adolfo Heisinger, Juan Manuel Dattas, R. Suria, M. González, José V. González. Racing Club de Avellaneda: C. Franch – Roberto Castagnola, J. Price, J. Macchiavello, Alberto Bernardino Ohaco, A. Virgilio, Natalio Perinetti, Pedro Ochoa, J. Marcovecchio, P. Salas, Juan Nelusco Perinetti. |

### Kolejka 16
| Data            | Mecz |
| --------------- | --- |
| 21 grudnia 1919 | Atlanta Buenos Aires – San Isidro Buenos Aires 8:2 mecz rozegrany został na stadionie klubu Ferro Carril Oeste |
| 21 grudnia 1919 | Defensores de Belgrano Buenos Aires – Independiente 2:1                                                        |
| 21 grudnia 1919 | Gimnasia y Esgrima La Plata – River Plate 1:0 mecz powtórzony                                                  |
| 21 grudnia 1919 | Racing Club de Avellaneda – San Lorenzo de Almagro 3:1 Zabaleta, Hospital, Marcovecchio – V. Juan              |
| 21 grudnia 1919 | Sportivo Barracas Buenos Aires – CA Estudiantes 3:0                                                            |
| 21 grudnia 1919 | CA Vélez Sarsfield – CA Platense 5:0                                                                           |

### Kolejka 17
| Data            | Mecz                                                                      |
| --------------- | ------------------------------------------------------------------------- |
| 28 grudnia 1919 | Estudiantil Porteño Buenos Aires – CA Vélez Sarsfield 2:3 mecz powtórzony |
| 28 grudnia 1919 | Independiente – CA Tigre 2:0 Peruilh, Ragone                              |
| 28 grudnia 1919 | River Plate – CA Platense 2:0 Rivas, Bonadeo                              |
| 28 grudnia 1919 | San Isidro Buenos Aires – Sportivo Barracas Buenos Aires 0:1              |

### Kolejka 18
| Data            | Mecz |
| --------------- | --- |
| 3 stycznia 1920 | Atlanta Buenos Aires – Racing Club de Avellaneda 0:5 dokończenie 49 minut – Atlanta wycofał się                                        |
| 3 stycznia 1920 | CA Vélez Sarsfield – Sportivo Barracas Buenos Aires walkower dla Vélez Sarsfield                                                       |
| 3 stycznia 1920 | Defensores de Belgrano Buenos Aires – San Lorenzo de Almagro 3:1 dokończenie brakujących 45 minut – San Lorenzo de Almagro wycofał się |
| 3 stycznia 1920 | Independiente – River Plate 0:0 mecz powtórzono                                                                                        |

### Kolejka 19
| Data            | Mecz |
| --------------- | --- |
| 6 stycznia 1920 | Atlanta Buenos Aires – CA Vélez Sarsfield walkower dla Vélez Sarsfield miano dokończyć brakujące 24 minuty, ale Atlanta wycofał się |
| 6 stycznia 1920 | Sportivo Barracas Buenos Aires – Defensores de Belgrano Buenos Aires 2:2 dokończenie 15 minut                                       |

### Końcowa tabela sezonu 1919 ligi Asociación Amateurs de Football
| Poz | Klub                                | Mecze | Zw | Rem | Por | Pkt | BrZd | BrStr |
| --- | ----------------------------------- | ----- | -- | --- | --- | --- | ---- | ----- |
| 1   | Racing Club de Avellaneda           | 13    | 13 | 0   | 0   | 26  | 43   | 10    |
| 2   | CA Vélez Sarsfield                  | 13    | 9  | 2   | 2   | 20  | 21   | 8     |
| 3   | River Plate                         | 13    | 6  | 4   | 3   | 16  | 16   | 11    |
| 4   | Defensores de Belgrano Buenos Aires | 13    | 6  | 4   | 3   | 16  | 20   | 18    |
| 5   | Atlanta Buenos Aires                | 13    | 6  | 2   | 5   | 14  | 27   | 17    |
| 6   | San Lorenzo de Almagro              | 13    | 5  | 3   | 5   | 13  | 22   | 20    |
| 7   | Gimnasia y Esgrima La Plata         | 13    | 6  | 1   | 6   | 13  | 18   | 19    |
| 8   | Independiente                       | 13    | 5  | 2   | 6   | 12  | 22   | 20    |
| 9   | CA Platense                         | 13    | 5  | 2   | 6   | 12  | 22   | 24    |
| 10  | Sportivo Barracas Buenos Aires      | 13    | 5  | 2   | 6   | 12  | 20   | 23    |
| 11  | Estudiantil Porteño Buenos Aires    | 13    | 4  | 3   | 6   | 11  | 19   | 21    |
| 12  | CA Tigre                            | 13    | 4  | 1   | 8   | 9   | 17   | 23    |
| 13  | San Isidro Buenos Aires             | 13    | 2  | 1   | 10  | 5   | 14   | 27    |
| 14  | CA Estudiantes                      | 13    | 1  | 1   | 11  | 3   | 8    | 48    |